# Lijst van Eerste Kamerleden voor D66
Een overzicht van alle (voormalige) Eerste Kamerleden voor Democraten 66 (D66).
| Eerste Kamerlid                 | Begindatum        | Einddatum         |
| ------------------------------- | ----------------- | ----------------- |
| Willemijn Aerdts                | 13 juni 2023      |                   |
| Margo Andriessen                | 25 september 2018 | 10 juni 2019      |
| Joris Backer                    | 7 juni 2011       | 12 juni 2023      |
| Fatimazhra Belhirch             | 13 juni 2023      |                   |
| Suzanne Bischoff van Heemskerck | 10 juni 1981      | 9 september 1986  |
| Bob van den Bos                 | 9 september 1986  | 22 juni 1987      |
| Bob van den Bos                 | 11 juni 1991      | 16 mei 1994       |
| Roger van Boxtel                | 7 juni 2011       | 9 juni 2015       |
| Annelien Bredenoord             | 9 juni 2015       | 8 oktober 2018    |
| Annelien Bredenoord             | 23 januari 2019   | 12 juni 2023      |
| Robert Croll                    | 3 juni 2025       |                   |
| Boris Dittrich                  | 11 juni 2019      |                   |
| Wiebe Draijer                   | 11 mei 1971       | 16 september 1974 |
| Doeke Eisma                     | 11 mei 1971       | 19 september 1977 |
| Hans Engels                     | 7 september 2004  | 10 juni 2019      |
| Hanneke Gelderblom-Lankhout     | 3 juni 1986       | 7 juni 1999       |
| Jan Glastra van Loon            | 16 september 1980 | 7 juni 1999       |
| Aar de Goede                    | 3 juni 1986       | 22 juni 1987      |
| Marion Gout-van Sinderen        | 12 maart 2019     | 10 juni 2019      |
| Thom de Graaf                   | 7 juni 2011       | 20 september 2018 |
| Ruud Hessing                    | 13 juni 1995      | 7 juni 1999       |
| Ruud Hessing                    | 5 oktober 1999    | 9 juni 2003       |
| Peter Hoefnagels                | 23 juni 1987      | 12 juni 1995      |
| Alexandra van Huffelen          | 11 juni 2019      | 28 januari 2020   |
| Jacob Kohnstamm                 | 8 juni 1999       | 6 september 2004  |
| Arnold Martini                  | 11 mei 1971       | 16 september 1974 |
| Paul van Meenen                 | 20 juni 2023      |                   |
| Chel Mertens                    | 31 mei 1994       | 12 juni 1995      |
| Hans van Mierlo                 | 13 september 1983 | 2 juni 1986       |
| Carla Moonen                    | 11 juni 2019      |                   |
| Aad Nuis                        | 13 september 1983 | 2 juni 1986       |
| Henk Pijlman                    | 9 juni 2015       | 12 juni 2023      |
| Henriëtte Prast                 | 9 juni 2015       | 1 maart 2019      |
| Henk Rang                       | 11 mei 1971       | 19 september 1977 |
| Alexander Rinnooy Kan           | 9 juni 2015       | 10 juni 2019      |
| Jacquelien de Savornin Lohman   | 11 juni 1991      | 12 juni 1995      |
| Herman Schaper                  | 9 juni 2015       | 16 januari 2019   |
| Paul Schnabel                   | 9 juni 2015       | 10 juni 2019      |
| Marijke Scholten                | 7 juni 2011       | 9 juni 2015       |
| Gerard Schouw                   | 10 juni 2003      | 17 juni 2010      |
| Eddy Schuyer                    | 11 juni 1991      | 11 juni 2007      |
| Bert Schwarz                    | 11 mei 1971       | 19 september 1977 |
| Winnie Sorgdrager               | 8 juni 1999       | 30 september 1999 |
| Edo Spier                       | 11 juni 1991      | 12 juni 1995      |
| Boele Staal                     | 11 juni 1991      | 31 december 1997  |
| Boele Staal                     | 21 juni 2010      | 6 juni 2011       |
| Petra Stienen                   | 9 juni 2015       | 12 juni 2023      |
| Jan Terlouw                     | 8 juni 1999       | 9 juni 2003       |
| Marie-Louise Tiesinga-Autsema   | 10 juni 1981      | 12 juni 1995      |
| Marie-Louise Tiesinga-Autsema   | 27 februari 1998  | 7 juni 1999       |
| Elida Tuinstra                  | 11 juni 1991      | 7 juni 1999       |
| Anita Vink                      | 9 oktober 2018    | 22 januari 2019   |
| Anita Vink                      | 29 januari 2019   | 10 juni 2019      |
| Jan Vis                         | 16 september 1980 | 28 februari 1995  |
| Peter van der Voort             | 4 februari 2020   | 12 juni 2023      |
| Adrienne Vrisekoop              | 11 juni 1991      | 7 juni 1999       |
| Paula Wassen-van Schaveren      | 25 mei 1971       | 16 september 1974 |
| An van der Wiel-Bosch           | 7 maart 1995      | 12 juni 1995      |